# Piotr Dunin
Piotr Dunin, citato anche come Pietro Dunin di Prawkowice (1415 circa – 1484), è stato un condottiero polacco.
Fu starosta di Malbork dal 1478 al 1484, castellano di Sieradz dal 1478, voivoda del Voivodato di Brześć Kujawski dal 1481.
Il 17 settembre 1462 guidò l'esercito polacco alla vittoria sui cavalieri teutonici nella battaglia di Świecino. Questa battaglia della Guerra dei tredici anni pose fine al controllo teutonico della regione, poiché i Cavalieri non si ripresero mai dallo scontro e da quelli che seguirono.